# Dekretal
Dekretaler (decretales, underforstået epistolae, breve) kaldes de pavebreve, som ved
afgørelsen af en eller anden sag kan tjene som rettesnor i lignende tilfælde.
Ved pavedømmets stigende magt antog dekretalerne karakter af kirkelove.
Allerede ved overgangen fra Oldtid til Middelalder foranstaltede man samlinger af dekretaler,
oftest dog sammen med akter fra kirkemøderne, således i Rom ved Dionysius den Lille og i Spanien.
Disse samlinger blev forøget med opdigtede eller omdannede breve, især de såkaldte pseudoisidoriske dekretaler fra 9. århundrede.
Senere blev der optaget dekretaler i biskop Burchard af Worms’ samling fra ca. 1020 (Decretum Burchardi), den yngre Anselm af Luccas (†1086) fra slutningen af 11. århundrede (Collectio canonum) og Decretum Gratiani fra ca. 1150.
Pave Gregor IX lod den spanske dominikaner Raimund fra Peñafort (†1275) udarbejde en
officiel samling til supplering af Decretum Gratiani;
denne Liber extra (decretum Gratiani), der var inddelt i tre bøger, blev 1234 påbudt til brug ved universiteterne.
Også til denne samling føjede man tillæg af de følgende pavers dekretaler, og 1298
samlede Bonifatius VIII disse sammen med sine
egne dekretaler til Liber sextus (6. Bog), der ligeledes blev autoriseret til almindelig brug. Bonifacius VIII’s senere dekretaler blev samlet som Extravagantes.
En ny, offentlig samling dekretaler 1317 skyldes Clemens V efter hvem den kaldes Constitutiones Clementinae, men ellers er dens navn Liber septimus (7. bog). Den rummer tillige kanonerne fra 15. økumeniske koncil 1311-12 (kirkemødet i Vienne). Hermed slutter de offentlige samlinger af dekretaler. Decretum Gratiani, Liber extra, Liber sextus og Liber septimus blev føjet sammen til Corpus juris canonici, 'den kanoniske rets lovsamling'.
I slutningen af det 15. århundrede blev der tilføjet en ikke offentlig samling dekretaler af paverne indtil denne tid; den kaldes Extravagantes. Kirkerettens fortolkere kaldes ofte dekretister.